# 松根海尔汗区
松根海尔汗区是蒙古国乌兰巴托市辖区。

## 简介
松根海尔汗区是乌兰巴托市的区（дүүргүүд）之一，成立于1992年。位于乌兰巴托市西部及西北部，因当地丘陵而得名。起初下辖20个分区，后改为25个分区。
松根海尔汗区是乌兰巴托市9个区中人口最多、面积最大的区。1992年时约有28600户居民。2008年人口220295人，面积1200.6平方公里。2010年人口257556人。2011年人口257140人，共62820户。截至2016年，全区面积12万公顷，约占乌兰巴托市总面积的1/4；全区有近6万户总共25万人口，约占蒙古国人口的1/10，青少年、学生及儿童占全区总人口的33.3%，从业人口占全区总人口的35%；牛存栏数8.5万头。截至2016年，区内有国立中小学13所、国立幼儿园31所，私立学校9所、私立幼儿园12所，有综合性诊所、保健机构、家庭医院等共30余家，有各类企业及商业机构6409个。
2010年代，根据蒙古国首都发展规划，乌兰巴托市主城区将向松根海尔汗区等西部地区发展，至2020年，松根海尔汗区将发展为现代化城区。